# 驚魂半小時
是一部2011年美國動作喜劇電影，魯賓·弗來舍執導。由傑西·艾森柏格、丹尼·麥克布萊德、阿茲·安薩里及尼克·斯旺森主演，哥倫比亞電影公司发行。

## 演員
- 謝西·艾辛堡 飾 Nick Davis
- 丹尼·麥克布萊德 飾 Dwayne "King Dwayne" Mikowlski
- 阿茲·安薩里 飾 Chet Flanning
- 尼克·斯旺森 飾 Travis Cord
- Dilshad Vadsaria（英语：Dilshad Vadsaria） 飾 Kate Flanning
- 麥可·潘納 飾 Chongo
- 碧恩卡·嘉蓮治（英语：Bianca Kajlich） 飾 Juicy
- 佛瑞德·華德 飾 Jerry "The Major" Mikowlski
- 佈雷特·吉爾曼 飾 Chris
- Rebecca Cox 飾 Sandra
- Rick Irwin 飾 Mark the Bank Manager
- Torey Adkins 飾 Big Guy

## 真實事件
2003年8月28日，披薩送貨員布莱恩·道格拉斯·威尔斯把炸彈綁在脖子上，進入賓夕法尼亞州伊利郡的一家銀行。當警察接近時，炸彈引爆，Wells當場死亡。Wells的舉止和四周站滿人的情景，和電影刻畫的腳色、情節極其相似。
儘管情況如此相似，製片方聲稱事先不知這件事，儘管編劇承認"依稀"聽過該事件。

## 備註
1. 臺灣前譯「菜鳥搶銀行」。

## 外部連結
- 官方网站
- 互联网电影数据库（IMDb）上《驚魂半小時》的资料（英文）
- AllMovie上《驚魂半小時》的资料（英文）
- Box Office Mojo上《30 Minutes or Less》的資料（英文）
- 爛番茄上《驚魂半小時》的資料（英文）
- Metacritic上《驚魂半小時》的資料（英文）